# امبر لین
امبر لین (انگلیسی: Amber Lynn)، یک بازیگر فیلم پورنوگرافی و مدل آمریکایی است.
او به عنوان یک دختر دوره‌گرد زندگی نوجوانیش را در کالیفرنیا جنوبی شروع کرد و در سال ۱۹۸۴ توسط دوستش جینجر لین وارد دنیای بازیگری فیلم‌های پورنوگرافی شد.
در ۱۹۹۲، لین جشن تولد ۲۸ سالگی خود را در هتل بل ایج (Bel age) در بورلی هیلز، کالیفرنیا برگزارکرد و کلیه درآمد حاصله از این جشن را به ساخت خانه‌های امن برای دختران فراری و بی سرپرست اختصاص داد.
در همان سال ۱۹۹۲ با اجاره‌ی صفحه دوم روزنامه‌ی لس آنجلس تایمز، بیانیه‌ای را منتشرکرد که در آن نوشت:
بیایید به آن‌ها (دختران فراری) خانه، سرپناه و غذا بدهیم و آنها را برای مدل شدن آماده کنیم. 
او با این کار مبارزه‌ای را علیه سوء استفاده جنسی از بچه‌های کم سن و سال آغاز کرد.
در سال ۲۰۰۸ میلادی او به کمپین طرفداران ریاست جمهوری هیلاری کلینتون پیوست و فعالانه برای انتخاب وی به عنوان رئیس‌جمهور فعالیت کرد.
اوخواهر باک آدامز، بازیگر فیلم‌های پورنوگرافی بود که در سال ۲۰۰۸ بر اثر نارسایی قلب درگذشت. این امر زمانی مشخص شد که هردو آن‌ها به اینکه خواهر و برادر هستند، اعتراف کردند.

## جوایز
- ۱۹۸۷، XRCO Award، برنده بهترین بازیگر نقش مکمل زن
- ۱۹۹۳، جشنواره Hot d'Or، تقدیر برای یک عمر فعالیت موفق هنری
- ۱۹۹۶، ورود به تالار مشاهیر XRCO
- ۲۰۰۱، ورود به تالار مشاهیر AVN
- ۲۰۰۷، تقدیر از سوی شورای جهانی فیلم برای یک عمر فعالیت هنری مستمر